# Pathogens and Disease

Pathogens and Disease  es una revista científica peer-review que cubre todo tipo de estudios sobre  patógenos (tanto eucariotas como procariotas, y virus), incluyendo patógenos zoonóticos.  Se estableció originalmente en 1988, cuando FEMS Microbiology Immunilogy era parte de FEMS Microbiology Letters. Fue rebautizada como FEMS Immunology and Medical Microbiology en 1993, y obtuvo su nombre actual en 2013.
La revista está publicada por Oxford University Press en nombre de la Federación de Sociedades Microbiológicas europeas. Los editores-en-el jefe actuales son Wilhelmina Huston, Alfredo Garzino-Demo y Jorn Coers.

## Acceso
Desde 2015 el nuevo editor Oxford Academics, de la (FEMS), permite el acceso completo pasado un año de la publicación de los artículos. 
En algunos casos bajo la licencia Creative Commons CC-BY-NC 4.0, permite el uso, distribución y reproducción no comercial en cualquier medio, siempre que el trabajo original se cite correctamente.

## Abstracting E indexación
La revista está indexada en las bases de datos bibliográficas siguientes:
- Academic Search Premier
- BIOSIS Previews
- Chemical Abstracts Service
- Embase
- Food Science & Technology Abstracts
- MEDLINE
- Science Citation Index Expanded
- Scopus

Según el Journal Citation Reports, la revista tiene un factor de impacto de  2.182, ranking la 92 entre las 133 revistas dentro de la categoría "Microbiología"; la 124 de las 158 revistas en "Inmunología"; y la  62 de las 89 revistas en "Enfermedades Infecciosas".